# جيرالد كلوغ
جيرالد كلوغ (بالألمانية: Gerald Klug)‏ هو سياسي نمساوي، ولد في 13 نوفمبر 1968 في النمسا. حزبياً، نشط في الحزب الديمقراطي الاجتماعي النمساوي. وقد انتخب عضو المجلس الوطني للنمسا وقد انضم خلال فترته النيابية ‏ للكتلة البرلمانية Austrian Social Democratic Parliamentary Group ‏ وانتخب عضو المجلس الاتحادي النمساوي وانتخب عضو المجلس الوطني للنمسا.

## روابط خارجية
- جيرالد كلوغ على موقع مونزينجر (الألمانية)